# Theoretische Klimatologie
Die Theoretische Klimatologie befasst sich, ausgehend von der theoretischen Meteorologie, mit der physikalisch-mathematischen Beschreibung langfristiger Prozesse in der Erdatmosphäre. Ziel ist es, die Anwendung der Gesetze und Verfahren zu prüfen und Modelle zu entwickeln, mit denen die Änderung des Klimas in längerfristigen Zeitabschnitten bei Änderung wesentlicher Randbedingungen abgeschätzt werden kann.